# Peder Soelvold
Peder Pedersen Soelvold, född 15 juli 1799 i Holla, död 5 mars 1847, var en norsk lärare och journalist.
Soelvold var skollärare i Aker och grundade sommaren 1831 "Statsborgeren. En Tidende for Norges Vel", vilken som agitationsorgan utövade den stort inflytande särskilt under förberedelserna till det första "bondestortinget" 1833. Under sina resor i Norge arbetade Soelvold på att stärka oppositionen mot ämbetsväldet. Han tvingades i oktober 1835 att avgå och redaktörskapet övertogs av Henrik Wergeland. Även under den följande tiden uppträdde Soelvold som agitator på flera platser i landet.